# Ingegneria navale

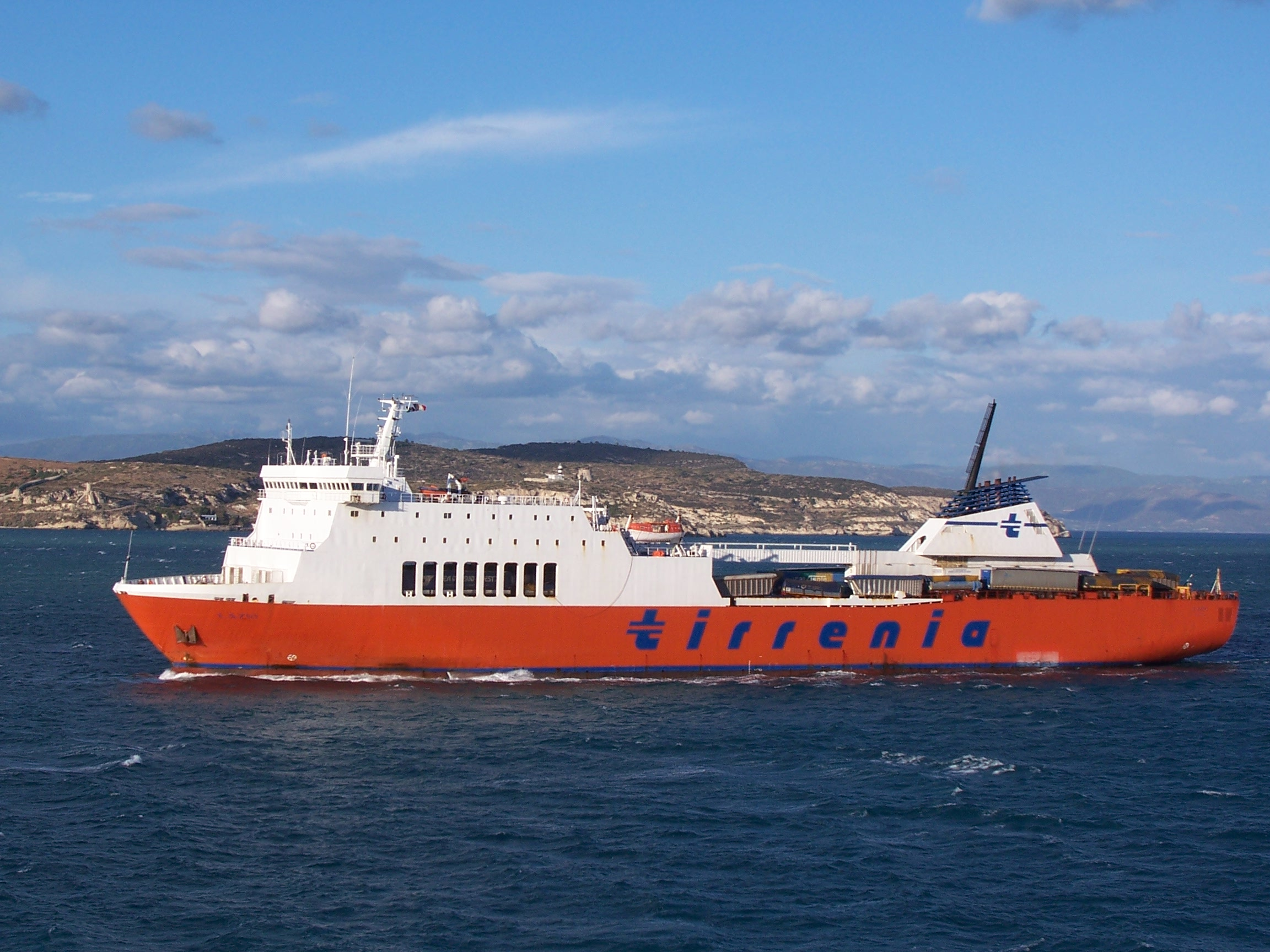
Traghetto in navigazione

L'ingegneria navale è il ramo dell'ingegneria industriale che si occupa della progettazione, realizzazione e mantenimento in esercizio o gestione dei mezzi navali, vedendo il suo impiego in diversi settori: mercantile, passeggeri, militare, diporto ed altri;  questa distinzione non è banale in quanto, a seconda dell'impiego del mezzo navale, variano in maniera rilevante struttura, materiali impiegati e impianti.

## Caratteristiche
L'ingegneria navale è una branca importante dell'ingegneria, basti pensare al passato quando la supremazia marittima era determinante nel mantenimento del potere di una nazione, sia in campo economico che civile e militare. Ancora oggi il ruolo che ricopre la via di comunicazione marittima è di cruciale importanza e la rende la privilegiata per il trasporto in tutto il globo delle materie prime, dei minerali, ed anche dei prodotti finiti (vedi trasporto containerizzato). Questo con tutta probabilità rimarrà invariato ancora per lungo tempo dal momento che i volumi di trasporto realizzabili via mare sono di gran lunga superiori a quelli che si possono ottenere per via aerea o terrestre, e soprattutto con costi più accessibili. Questa è solo una parte delle ragioni che portano a ritenere quella navale come un'ingegneria di strategica importanza sia per ciò che attiene alle costruzioni navali e installazioni offshore sia per ciò che attiene alla gestione delle vie di comunicazione marittime dal punto di vista politico e tecnico/commerciale.

### Aree di studio

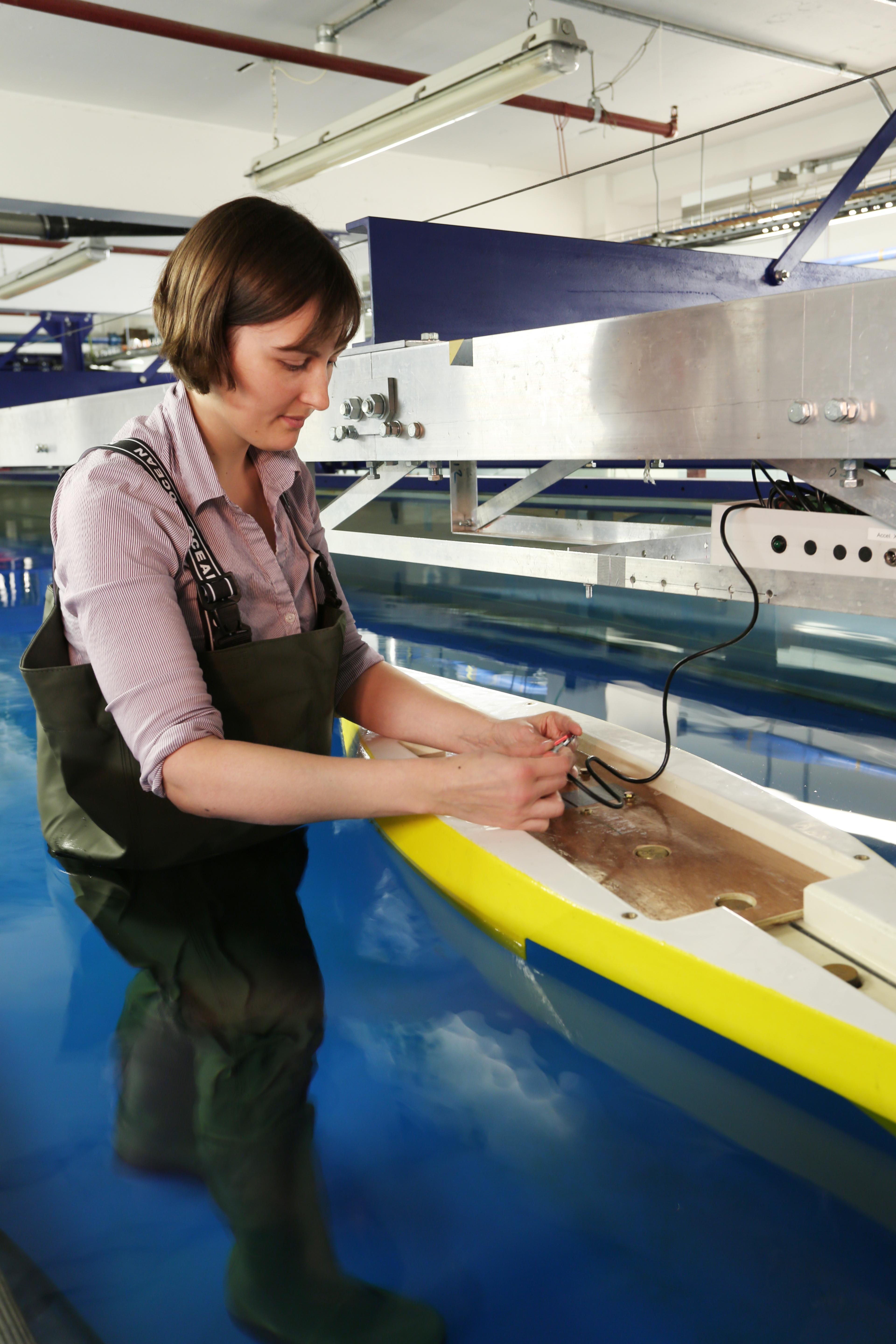
Lavorazione su un modello navale in scala destinato a prove sperimentali in vasca navale

Nell'ingegneria navale è possibile distinguere tre aree separate:
- Architettura Navale, rivolta allo studio di forme di carena, stabilità, dinamica, manovrabilità, tenuta al mare  ed eliche dei mezzi navali;
- Costruzioni Navali, che si dedica allo studio di strutture navali e dei sistemi di manovrabilità, ormeggio e ancoraggio (timoni, ancore ecc);
- Impianti Navali, che si occupa dello studio degli impianti di propulsione e degli impianti ausiliari di bordo.

### Discipline
Tra le materie alla base degli studi di ingegneria navale vi sono:
- Disegno tecnico industriale;
- Idrodinamica;
- Macchine;
- Scienza delle costruzioni;
- Architettura navale;
- Propulsione navale;
- Statica della nave;
- Allestimento navale;
- Costruzioni navali;
- Impianti di propulsione navale;

Inoltre, essendo un ramo dell'ingegneria industriale, comprende lo studio di materie quali:
- Economia applicata all'ingegneria;
- Elettrotecnica;
- Fisica tecnica;
- Informatica;
- Tecnologia meccanica;
- Meccanica applicata alle macchine;
- Meccanica razionale;
- Scienza e tecnologia dei materiali;

Tutte materie fondamentali che applicano in toto i principi dell'analisi matematica, della fisica e della chimica nella realtà tecnica dei mezzi navali/nautici. 
Strumento di grande importanza per lo studio del comportamento in mare e per la stima delle caratteristiche propulsive di una carena è la vasca navale.

### Corsi di insegnamento
In Italia il corso di laurea in ingegneria navale è attivo in cinque atenei:
- Università degli Studi di Trieste,
- Università degli Studi di Napoli "Federico II",
- Università degli Studi di Genova,
- Accademia Navale di Livorno.
- Università degli Studi di Cagliari

L'Università degli Studi di Genova ha avviato un corso di Ingegneria Nautica, parallelo al corso di Ingegneria Navale, dedicato al diporto, con sede a La Spezia. 
L'Università di Bologna ha avviato un corso di Laurea Magistrale in Ingegneria Nautica, presso la sede di Forlì. 
I corsi di laurea correlati in Economia marittima e Scienze nautiche sono attivi dal 1931 all'Università degli Studi di Napoli "Parthenope".